# Тётка Чарлея

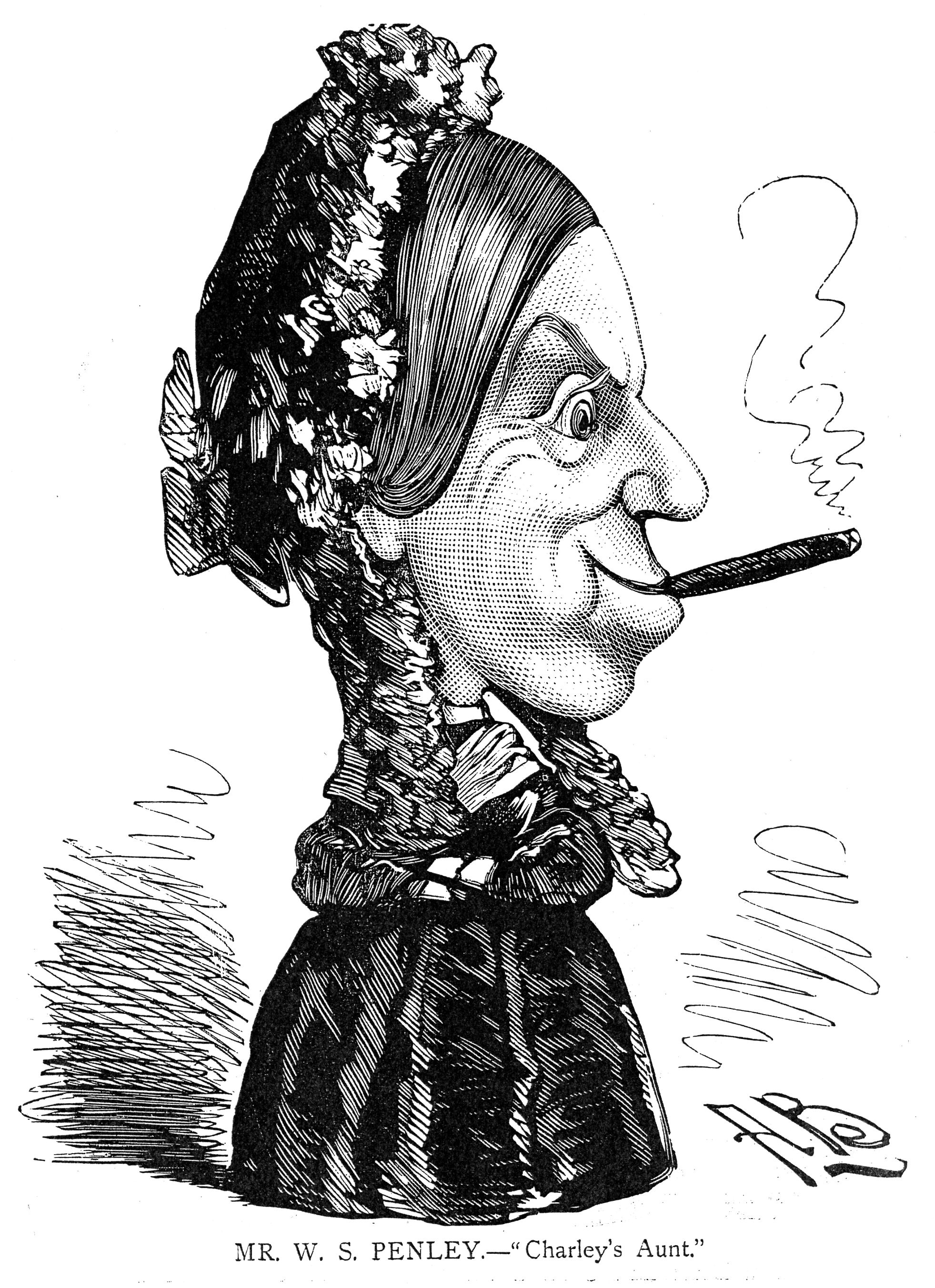
Карикатура на Уильяма Сидни Пенли, постановщика премьеры и первого исполнителя роли донны Люсии

«Тётушка Чарли» (также «Тётка Чарлея», англ. Charley's Aunt, также ставилась под названием Where’s Charley?) — комедия (фарс c переодеванием) в трёх актах английского драматурга Брэндона Томаса, впервые поставленная в Лондоне 29 февраля 1892 года. Комедия побила все рекорды своего времени: первая лондонская постановка показывалась публике 1466 раз, бродвейская постановка 1893 года — четыре года подряд.
Пьеса была написана Томасом специально для комедианта Уильяма Сидни Пенли (англ.), который и поставил английскую премьеру, и сыграл в ней роль «тётки» (в оригинале — «Донны Люсии»). Постановка оказалась настолько успешной, что спустя 10 месяцев после премьеры спектакль перенесли из Королевского театра (англ.) в Бери-Сент-Эдмундс в больший по размеру театр «Роялти» (англ.), а ещё месяц спустя — в театр «Глоуб» (англ.). Пенли сделал на спектакле состояние, которое вложил в собственный театр на Квин-Стрит.
В России комедия была впервые поставлена театром Корша в 1894 году. Роль «тётки» в премьере играл П. Н. Орленев, затем С. Л. Кузнецов. Текст комедии был напечатан в 1894 году (как «Тётка Чарлея»), первое советское издание — 1937 (как «Тётушка Чарлея»).

## Экранизации
Первая немая кинолента по мотивам пьесы вышла в 1915 году. Неоднократно экранизировалась, в том числе в Великобритании, США, Германии, Австрии, Дании, Испании, Франции, Италии и даже в Египте. Американская экранизация 1941 года «Тётка Чарлея» с Джеком Бенни в главной роли попала на короткое время на советский экран после окончания Великой Отечественной войны.
В СССР в 1975 году по мотивам пьесы поставлен фильм «Здравствуйте, я ваша тётя!» (в нём «Донна Люсия» стала «Донной Розой»).

Если говорить чеховским языком, то, когда скажут: «Калягин умер!», сразу пойдёт: а, это та самая тётушка Чарлея!

И не вспомнят ни Эзопа, ни Платонова, ни Чичикова, ни Ленина…

Александр Калягин, интервью «Новым известиям», 03.02.2006.

Классическая фраза тётки (в советском фильме — «…где в лесах много диких обезьян») в оригинале звучала как «…откуда привозят орехи» (where nuts come from) и имела в виду совершенно конкретный вид «бразильского ореха» (Brasil nuts, Bertholletia excelsa), а также и каламбур — с английского это можно перевести и как «откуда являются придурки».
В 2021 году композитор Владимир Баскин и драматург Евгений Муравьёв написали мюзикл «Здравствуйте, я ваша тётя» по мотивам пьесы «Тётка Чарлея». Премьера состоялась в Рязанском музыкальном театре 25 марта 2021 года.